# Liste der Stolpersteine in Hamburg-Hausbruch
Die Liste der Stolpersteine in Hamburg-Hausbruch enthält alle Stolpersteine, die im Rahmen des gleichnamigen Kunst-Projekts von Gunter Demnig in Hamburg-Hausbruch verlegt wurden. Mit ihnen soll Opfern des Nationalsozialismus gedacht werden, die in Hamburg-Hausbruch lebten und wirkten.
Diese Seite ist Teil der Liste der Stolpersteine in Hamburg, da diese mit insgesamt 7139 (Stand: März 2025) Steinen zu groß würde und deshalb je Stadtteil, in dem Steine verlegt wurden, eine eigene Seite angelegt wurde.
| Adresse             | Person(en) | Inschrift                                                         | Bilder | Anmerkung                            |
| ------------------- | ---------- | ----------------------------------------------------------------- | ------ | ------------------------------------ |
| Stader Straße 320 · | Otto Noack | Hier wohnte Otto Noack Jg. 1880 KZ Flossenbürg ermordet 25.6.1941 |        | Eintrag auf stolpersteine-hamburg.de |